# Богоявление Господне (линейный корабль)
«Богоявление Господне» — парусный 66-пушечный линейный корабль Черноморского флота Российской империи.

## История службы
Корабль «Богоявление Господне» был заложен в Херсоне и после спуска на воду вошел в состав Черноморского флота. В 1791 году перешёл из Херсона в Севастополь. Первоначальное вооружение корабля состояло из 24-х 30-фунтовых, 26-и 18-фунтовых и 18-и 12-фунтовых пушек, а также 4-х 1-пудовых «единорогов». К началу 1792 года его вооружение состояло из 26-и 36-фунтовых пушек на нижнем деке, 12-и 18-фунтовых на верхнем и 14-ти 12-фунтовых пушек и 6-и 18-фунтовых медных «единорогов» на шканцах и баке.
В составе эскадр находился в практических плаваниях в Чёрном море в 1794, 1796 и 1797 годах.
Принимал участие в войне с Францией. 13 августа 1798 года в составе эскадры вице-адмирала Ф. Ф. Ушакова вышел из Севастополя в Константинополь для совместных действий с турецким флотом против Франции. Объединенный русско-турецкий флот 20 сентября вышел из пролива Дарданеллы в Архипелаг.
13 октября в составе эскадры русского флота принимал участие в высадке десанта на остров Занте.
20 октября отряд под командованием капитана 1 ранга И. А. Селивачева, в который входил и «Богоявление Господне», отделился от флота и пошел в направлении Корфу. К 24 октября отряд прибыл к Корфу, где установил блокаду крепости. «Богоявление Господне» занимал пост в северном проливе.
27 и 29 октября 74-пушечный французский корабль «Женеро» с двумя другими судами вступили в бой с русскими кораблями «Богоявление Господне» и «Захарий и Елисавета», при чем у «Богоявления» во время боя сбило бизань-мачту. Но русским кораблям огнём артиллерии удалось разбить палубу и расщепить бушприт «Женеро». Французский отряд вынужден был отступить.
Также 29 октября корабль взял в плен 18-пушечную французскую шебеку, которая под именем «Святой Макарий» была введена в состав эскадры.
18 февраля 1799 года принимал участие в штурме крепости Корфу, вел бомбардировку батарей № 4 и № 5 на острове Видо, вел бой с французским фрегатом «La Brune» и корветом «Leander», при чем корвет вынужден был сдаться.
В июле 1799 года после ухода русской эскадры корабль оставлен в Корфу для ремонта и охраны крепости, а его командир — А. П. Алексиано назначен старшим морским начальником Корфу.
6 июля 1800 года в составе эскадры Ф. Ф. Ушакова вышел из Корфу в Россию. И к 26 октября подошел к Севастополю, но в темноте не смог войти в бухту и вынужден был направиться в Феодосию, куда прибыл на следующий день. Во время перехода корабль получил сильные повреждения, и для его ремонта из Севастополя были присланы мастеровые и материалы, а орудия были перегружены на транспорт, для того, чтобы облегчить корабль.
Во время Войны второй коалиции на корабле нёс службу корабельным священником иеромонах Русской православной церкви Иосиф (Серебрянский), который пришёл на флот добровольцем и был известен всей эскадре своей храбростью, по донесению военных начальников он «всегда находился неотлучно с войсками, в передних рядах, ободряя солдат своим присутствием и неустрашимостью с крайним усердием и неутомимостью».
В марте 1801 года корабль вернулся в Севастополь, где и был разобран в 1804 году.

## Командиры корабля
Командирами линейного корабля «Богоявление Господне» в разное время служили:
- Р. Р. Вильсон (1791—1797 годы);
- А. П. Алексиано (1798—1800 годы).